# Akira Ito
Akira Ito (伊藤 彰 Ito Akira?), född 19 september 1972 i Saitama prefektur, är en japansk före detta fotbollsspelare.
Ito började sin karriär 1995 i Fujitsu (Kawasaki Frontale). Han spelade 161 ligamatcher för klubben. 2002 flyttade han till Omiya Ardija. Efter Omiya Ardija spelade han för Sagan Tosu och Tokushima Vortis. Han avslutade karriären 2006.